# 内田駅
内田駅（うちだえき）は、福岡県田川郡赤村大字内田にある平成筑豊鉄道田川線の駅である。駅番号はHC19。転換前に存在していた内田信号場とは場所が異なる。

## 歴史
- 1990年（平成2年）4月1日：平成筑豊鉄道により開業[1]。

## 駅構造
単式ホーム1面1線を持つ地上駅である。駅舎はない。外部とは階段のみで結ばれており、バリアフリー非対応である。

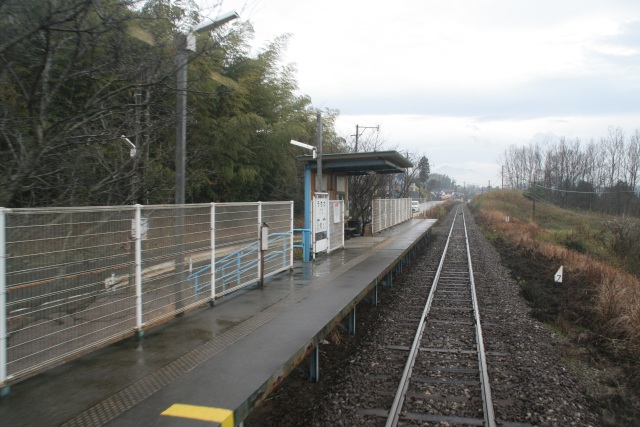
ホーム（2008年3月）

## 駅周辺
福岡県道418号線沿いにある。駅周辺は田畑や林となっているが、駅から少し離れた西側を国道322号香春大任バイパスが通っている。
- 福岡県道418号英彦山香春線
- 特別養護老人ホーム青楽園
- 内田三連橋梁 - 登録有形文化財
- 田川地区水道企業団

## 隣の駅
平成筑豊鉄道
■田川線
赤駅 (HC20)- 内田駅(HC19)   - 柿下温泉口駅 (HC18)